# Krywe Osero Druhe
Krywe Osero Druhe (ukrainisch Криве Озеро Друге; russisch Кривое Озеро Второе Kriwoje Osero Wtoroje) ist ein Dorf im Nordwesten der ukrainischen Oblast Mykolajiw mit etwa 2700 Einwohnern (2001).
Das Dorf liegt am Ufer der Kodyma, einem rechten Nebenfluss des Südlichen Bugs gegenüber vom ehemaligen Rajonzentrum Krywe Osero und 200 km nordwestlich vom Oblastzentrum Mykolajiw.
Im Westen der Ortschaft verläuft die Fernstraße M 05.
Am 12. Juni 2020 wurde das Dorf ein Teil der neugegründeten Siedlungsgemeinde Krywe Osero, bis dahin bildete es zusammen mit dem Dorf Semeniwka (Семенівка) die gleichnamige Landratsgemeinde Krywe Osero (Кривоозерська сільська рада/Krywooserska silska rada) im Südwesten des Rajons Krywe Osero.
Am 17. Juli 2020 kam es im Zuge einer großen Rajonsreform zum Anschluss des Rajonsgebietes an den Rajon Perwomajsk.